# Лагоды (Зеньковский район)

Лагоды (укр. Лагоди) — село,
Артелярщинский сельский совет,
Зеньковский район,
Полтавская область,
Украина.
Код КОАТУУ — 5321380405. Население по переписи 2001 года составляло 60 человек.

## Географическое положение
Село Лагоды находится на правом берегу реки Мужева-Долина,
выше по течению на расстоянии в 3 км расположено село Василе-Устимовка,
ниже по течению на расстоянии в 5 км расположено село Дейкаловка,
на противоположном берегу — село Гришки.
По селу протекает пересыхающий ручей с запрудой.

## История
Хутор Лагодин был приписан к церкви Рождества Богородицы в Декайловке
Есть на карте 1869 года как хутор Ладоги